# Praia Pedra do Sino
A Praia Garapocaia, mais conhecida como Praia Pedra do Sino, é uma das maiores atrações da Ilhabela. Ela é palco de lendas das quais são a razão de seu nome, de língua indígena, pois quando suas pedras são batidas, emitem som de sino. Uma passarela leva às pedras principais de onde podem ser tocadas. No caso de visitação, não esqueca de levar um martelo para bater nas pedras. A faixa de areia é coberta por altas palmeiras e coqueiros, distribuídos pela praia. A água calma, as pequenas ondas e o mar raso fazem parte de um dos tesouros incontestáveis da ilha. Ao sul, existe um ribeirão que desagua no mar e ao norte as pedras.